# Zygomaturus

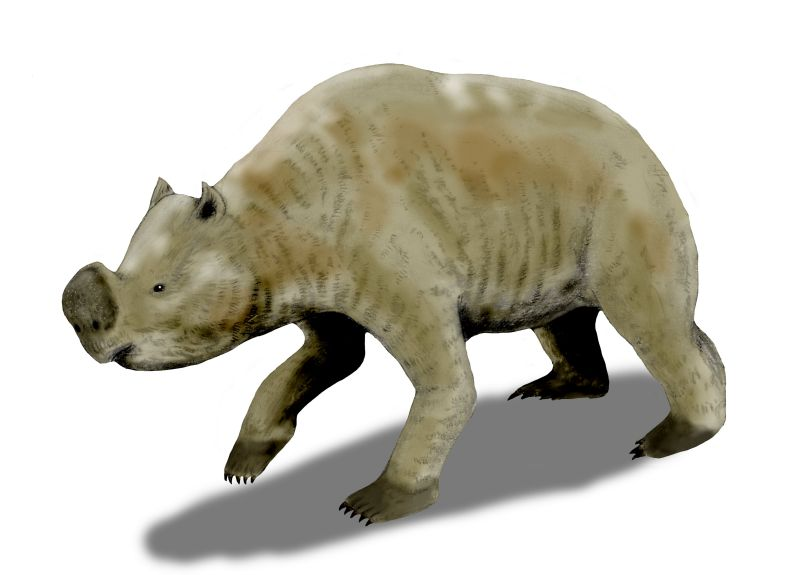
Representació digital de Zygomaturus trilobus

Zygomaturus és un marsupial gegant extint que visqué a Austràlia durant el Pliocè i Plistocè. Tenia el cos pesant i les potes gruixudes. Es creu que tenia una mida i una constitució similars a les de l'hipopòtam nan d'avui en dia. Es tractava d'un animal quadrúpede. Visqué als marges costaners humits d'Austràlia i s'extingí fa aproximadament 45.000 anys. Es creu que també s'endinsà al continent seguint els cursos d'aigua. Es pensa que vivia en solitari o en grups petits. Zygomaturus es devia alimentar de canyes i ciperàcies, que agafava amb les dents incisives inferiors.